# Monte Giano
Il Monte Giano (anticamente noto come monte Cotischio) è una montagna dell'Appennino centrale abruzzese alta 1.820 m s.l.m.. Posta al confine tra Lazio e Abruzzo, lungo lo spartiacque appenninico, appartiene al sottogruppo dei Monti del Cicolano.

## Descrizione
Si trova in provincia di Rieti a nord-est di Antrodoco e domina, con una prominenza di circa 1300 m, la parte bassa delle Gole del Velino che lo separa dal massiccio del Terminillo a ovest, con il gruppo montuoso del Monte Nuria a sud e quello di Monte Calvo a est che ne rappresenta la naturale prosecuzione geomorfologica, a nord si collega direttamente ai Monti Reatini, mentre verso nord-est guarda verso la Piana di Cascina e i Monti dell'Alto Aterno.
La vetta principale raggiunge i 1.820 metri, ma sono presenti altre cuspidi, tra cui Croce di Monte Giano (1.779,3 m) che superano i 1.700 metri. Tra queste si sviluppa l'altipiano dei Prati di Monte Giano.
Alle pendici della montagna sono presenti le essenze tipiche della macchia mediterranea: roverelle, querce, aceri, che giungono fino ai 1.200/1.300 m. Oltre i 1.300 metri iniziano a trovarsi i Faggi che sul versante ovest arrivano fino a circa 1.700 metri.
All'estremità meridionale del monte Giano, nello stretto spazio che si trova tra quest'ultimo e l'adiacente monte Serrone (1.044 m), si trovano le gole di Antrodoco (una stretta e selvaggia incisione nella roccia, lunga circa 1,5 km), che rappresentano punto di passaggio obbligato per le comunicazioni tra Rieti e L'Aquila. Per tale ragione sul monte Giano si arrampicano la strada statale 17 e la ferrovia Terni-L'Aquila, che dalla valle del Velino possono così raggiungere il passo di Sella di Corno.
A causa della loro posizione strategica, e della facilità con cui permettevano di tendere delle imboscate, le Gole di Antrodoco state teatro nel corso dei secoli di diversi eventi militari: tra questi, la sconfitta dell'esercito francese nel 1799 e la risorgimentale battaglia di Antrodoco del 1821.

### La "pineta DUX"

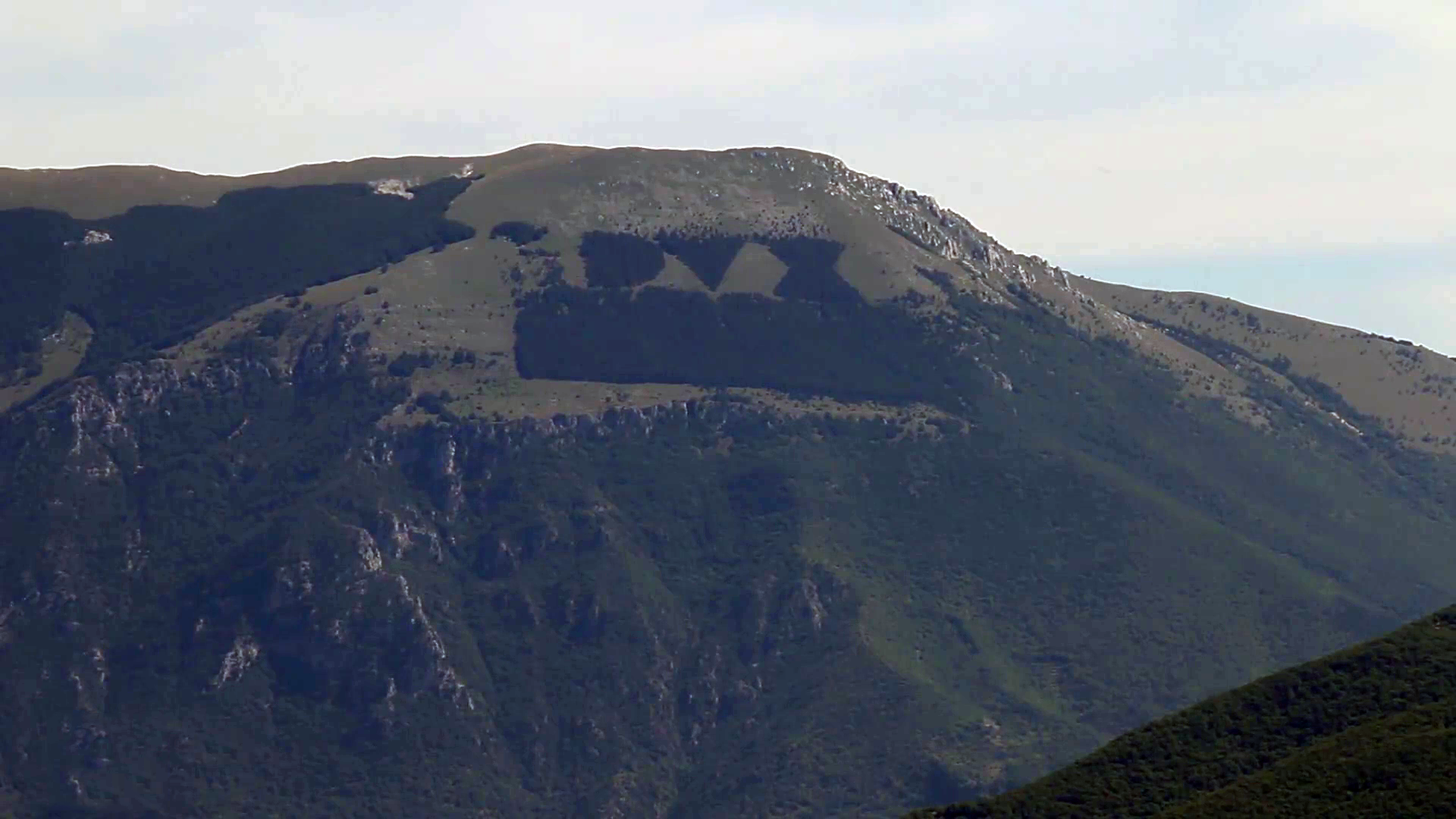
La pineta DUX

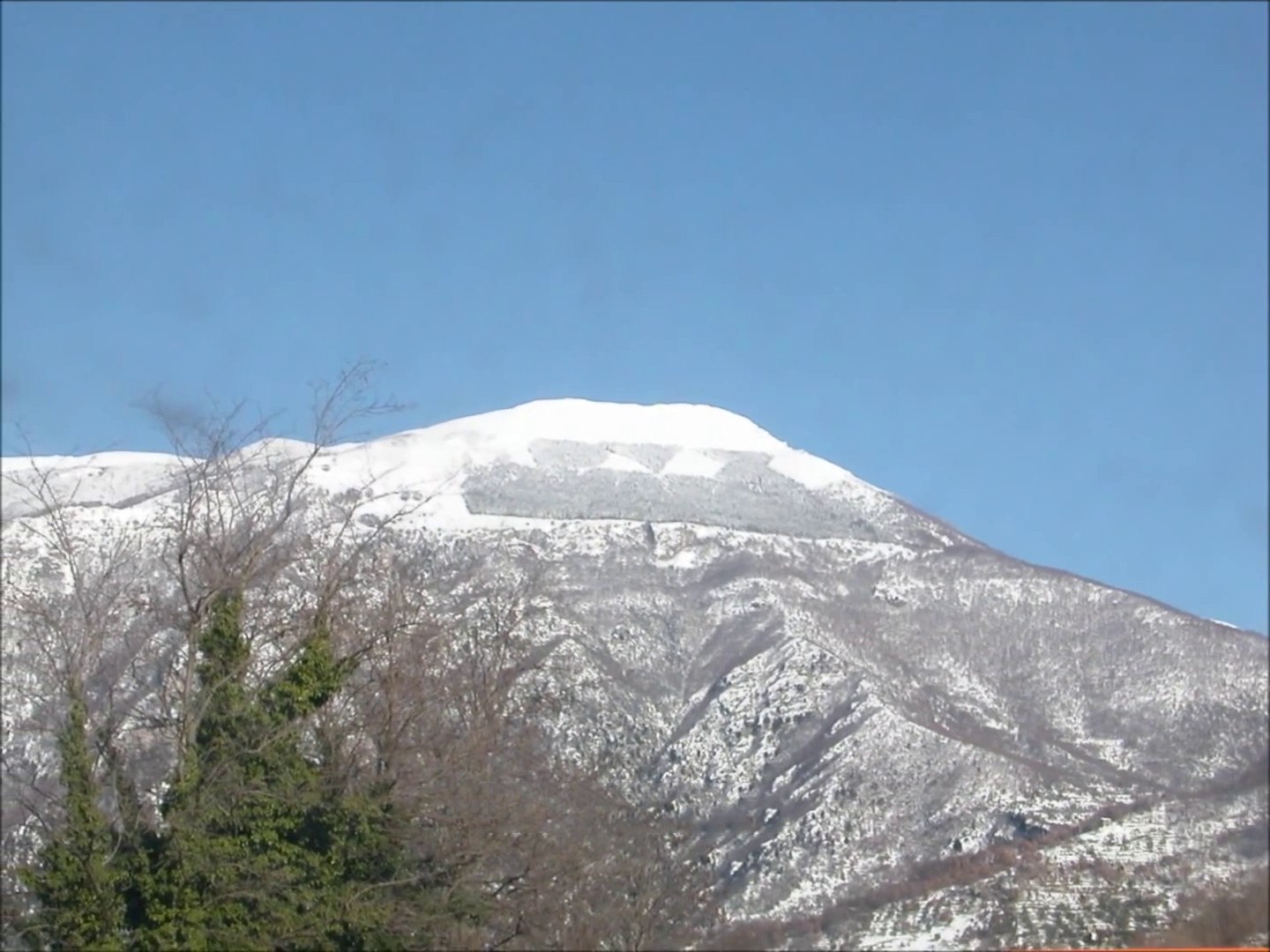
Monte Giano innevato

La montagna deve una certa notorietà alla presenza, sul suo versante ovest, di una pineta che forma la scritta "DVX" (duce, dal latino dux, ducis). L'iscrizione domina la valle del Velino ed è visibile da diversi chilometri di distanza, avvicinandosi ad Antrodoco sulla via Salaria; nelle giornate di poca foschia, specialmente quando la montagna è innevata, la scritta è visibile anche dalla città di Roma.
La pineta si estende per circa otto ettari ed è composta da circa 20.000 alberi di pino; aveva lo scopo di difendere il paese di Antrodoco dalle frane provocate dalle copiose piogge invernali, che più volte avevano provocato morte e devastazione, e costituiva un omaggio a Benito Mussolini. Fu realizzata nel 1939 (durante il periodo fascista) dalla Scuola Allievi Guardie Forestali di Cittaducale, con il contributo di numerosi giovani del posto, tramite il rimboschimento di una costa calcarea originariamente desolata.
Dal dopoguerra in poi è stata più volte invocata la cancellazione della scritta, osteggiata invece da chi la ritiene parte integrante del paesaggio e della storia del paese, nonché dai nostalgici del ventennio. Negli anni Cinquanta venne effettuato un nuovo intervento di rimboschimento, con il quale venne creato il rettangolo sotto alla parola DUX, in modo da rendere l'iscrizione meno evidente. L'abbandono del bosco, col passare degli anni, rese la scritta gradualmente meno riconoscibile.
A causa di nuove frane e cadute di massi, nel 1995 la regione Lazio (giunta Badaloni) approvò dei lavori per il restauro della pineta, finanziati nel 1998 ed eseguiti nell'estate del 2004.  Il 24 agosto 2017 la pineta è stata gravemente danneggiata da un incendio di origine colposa o forse dolosa. Nel febbraio 2018, un gruppo di volontari di CasaPound ha provveduto a impiantare 1000 pini sul monte Giano al fine di ripristinare la scritta. L'operazione venne giudicata inutile da membri della comunità locale, a causa della errata tempistica.